# Soolaht
Soolaht ist eine Bucht in der Landgemeinde Saaremaa im Kreis Saare auf der größten estnischen Insel Saaremaa. Sie liegt im Naturschutzgebiet Kahtla-Kübassaare hoiuala.
Die Bucht ist 460 Meter breit und schneidet sich 380 Meter tief ins Land ein.